# Aulnay-sur-Iton
Aulnay-sur-Iton – miejscowość i gmina we Francji, w regionie Normandia, w departamencie Eure.
Według danych na rok 1990 gminę zamieszkiwały 544 osoby, a gęstość zaludnienia wynosiła 356 osób/km² (wśród 1421 gmin Górnej Normandii Aulnay-sur-Iton plasuje się na 425. miejscu pod względem liczby ludności, natomiast pod względem powierzchni na miejscu 895.).